# San Agustín (kommun), Spanien
San Agustín är en kommun i Spanien.   Den ligger i provinsen Provincia de Teruel och regionen Aragonien, i den östra delen av landet, 260 km öster om huvudstaden Madrid. Antalet invånare är 177. Arean är 56 kvadratkilometer. San Agustín gränsar till Albentosa.
Terrängen i San Agustín är kuperad österut, men västerut är den platt.